# 釋妙文
釋妙文（1237年－1319年），蔚州人士，俗姓孫，幼年即出家為僧，為元朝 京都寶集寺沙門。

## 生平
妙文法師俗姓孫，九歲出家，十八歲受具足戒，受戒後遊學於雲、朔（今山西北部）、燕、趙等地。二十一歲行至京師，依止大德明和尚學習圓頓之教，盡得其奧旨。如是於大眾僧中沉濳三十二年，經大眾祈請，方昇座為大眾說法。
法師說法時辯才無礙，猶峽倒川奔之勢，濤濤不絕，理無窮盡，但平日時又簡默寡言，言不妄發，內韻涵養，超塵脫俗，沉穩而不躁進。
四十八歲時住持北京雲泉寺，勤儉節約，寺眾老者懷德，年少者行持嚴謹，大眾和睦寺規井井有序，有多餘的糧食便賑濟饑民，受到京都人民的稱讚。元世祖得知雲泉寺的道風後，特別召見妙文法師，對大臣們說：「此福德僧也。」便下昭令妙文法師住持寶集寺，自此寶集原法務興盛，法師性相二宗兼弘，令廣大的僧俗二眾得法受益。
妙文法師年過八十，將寺務交給弟子，便退居專修念佛三昧，一心求生淨士。元仁宗延祐六年（1319年）某日，預知時至，於是在為弟子做最後的告誡後。面向西方跏趺而坐，高聲稱念阿彌陀佛佛號，手結三昧定印泊然坐化圓寂，生死自由，往升西方極樂世界，世壽八十三歲。妙文法師圓寂之後，寺眾建塔供奉寶集寺外側。

## 法嗣

### 師長
- 釋大德